# Лордкипанидзе, Ясон Мерабович
Ясон Мерабович Лордкипанидзе (груз. იასონ მერაბის ძე ლორთქიფანიძე, 6 марта 1866 года, село Чуней, ныне Цхалтубский район — 1949 год) — грузинский юрист, финансист, публицист и общественный деятель, первый управляющий Национального банка Грузии.
Брат писателя Нико Лорткипанидзе.

## Биография
После окончания Кутаисской гимназии учился на юридическом факультете Императорского Санкт-Петербургского университета, окончил университет в 1889 году и вернулся на родину. В поисках работы переезжал сначала в Гянджу, затем во Владикавказ.
В Гяндже под его руководством было установлено местонахождение могилы Николоза Бараташвили, и в 1893 году останки Бараташвили были перевезены в Тифлис. Лорткипанидзе также был членом учредительного комитета Грузинского университета и руководителем финансовой комиссии.

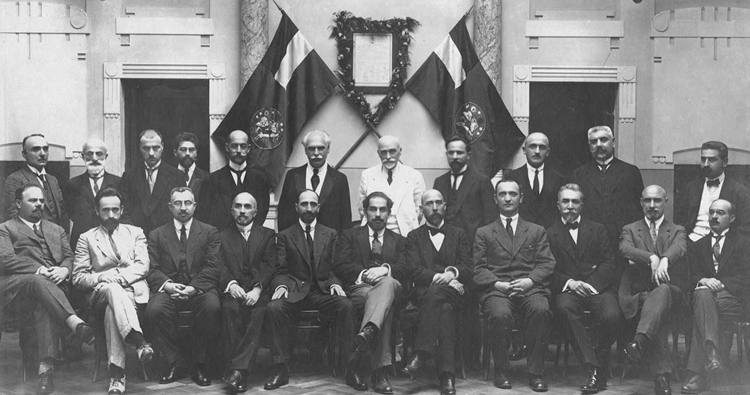
Члены правления Госбанка Грузии на его открытии.
Я. Лордкипанидзе — 4-й слева в первом ряду.

В 1918 году избран членом Национального совета, а в 1920 году, после основания Национального государственного банка Демократической Республики Грузия в Тбилиси, его первым управляющим.
В феврале 1921 года, после советизации Грузии, Государственный банк Грузии был преобразован в Народный банк СССР. Ясон Лорткипанидзе оставался на посту управляющего до 1923 года.
С 1927 по 1934 год финансовая служба и общественная работа были ему запрещены. В конце 1930-х годов он был принят в качестве старшего научного сотрудника в Государственный музей Грузии. Работал над старыми архивами.